# Корндорф Микола Сергійович
Корндорф Микола Сергійович  (1947—2001) — радянський російський і канадський композитор, музичний педагог.

## Біографічні відомості
Народився 23 січня 1947 р. у Москві. Закінчив Московську консерваторію (1970, клас С. Баласаняна) за класом симфонічного диригування і композиції. 
Викладав у різних московських музичних училищах, а у 1972—1991 рр. — і у Московській консерваторії.
Автор музики до ряду фільмів, зокрема — Одеської кіностудії.
З 1990 р. працював у Канаді. Помер 30 травня 2001 у Ванкувері.

## Фільмографія
- «Клініка» (1984, кіноальманах, новела «Консультант з епохи»)
- «Десять негренят» (1987, 2 а, реж. Станіслав Говорухін, Одеська кіностудія)
- «Громадянин, що тікає» (1988, к/м, реж. Олена Циплакова)
- «Бризки шампанського» (1989, реж. Станіслав Говорухін)
- «Так жити не можна» (1990, документальний, реж. Станіслав Говорухін)
- «Морський вовк» (1998. т/ф, 4 а, реж. Ігор Апасян, Одеська кіностудія)
- «Заручниця» (1990, реж. Сергій Ашкеназі, Одеська кіностудія)